# Бановец, Джозеф
Джозеф Бановец (англ. Joseph Banowetz; 5 декабря 1936 — 3 июля 2022) — американский пианист.

## Биография
Учился в Нью-Йорке у ученицы Леопольда Годовского Энн Сент-Джон, затем у Карла Фридберга, на протяжении года занимался в Венской академии музыки, после чего завершил своё музыкальное образование под руководством Дьёрдя Шандора.
Многолетняя концертная деятельность Бановеца особенно тесно была связана с Китаем, куда он совершил 11 гастрольных поездок начиная с 1983 года, неоднократно давая мастер-классы в различных консерваториях. Он выступал и записывался со многими оркестрами мира, в том числе и с российскими. Бановец прежде всего известен как специалист по творчеству Антона Рубинштейна: он записал 10 альбомов с произведениями композитора, в том числе все пять концертов. Среди других обращений Бановеца к русской музыке — произведения Чайковского, Рахманинова и альбом «Тридцать русских народных песен» Милия Балакирева для фортепиано в четыре руки, записанный Бановецем вместе с его учеником Элтоном Чун Мин Чанем и номинированный на премию «Грэмми».
Бановец составил, отредактировал, снабдил предисловием целый ряд изданий фортепианной музыки — в том числе сборники сочинений Балакирева, Годовского, Иоганна Себастьяна Баха (англ. Johann Sebastian Bach: An Introduction to the Composer and his Music), Франца Листа (англ. Franz Liszt: An Introduction to the Composer and His Music) и др. Ему принадлежит также книга «Путеводитель для пианиста по искусству педали» (англ. The Pianist's Guide to Pedaling).
На протяжении многих лет преподавал в школе музыки Университета Северного Техаса.
Скончался 3 июля 2022 года.